# 本斯海姆
本斯海姆（德語：Bensheim，發音：[ˈbɛnsˌhaɪm] ⓘ）是德国黑森州达姆施塔特行政区贝格施特拉瑟县的城市，面积57.83平方千米，2023年12月31日人口为41,758人。

## 地理位置
本斯海姆市位於莱茵河上游，奥登林山县西部。距最近的主要城市达姆施塔特22公里，海德堡35公里，沃尔姆斯18公里，曼海姆32公里。

## 友好城市
本斯海姆与以下城市结为友好城市：
- 英格兰 阿默舍姆
- 法國 博讷
- 捷克 霍斯廷內
- 波蘭 克沃茲科
- 匈牙利 莫哈奇
- 義大利 里瓦-德尔加尔达